# Боррего-Спрингс (аэропорт)
Аэропорт Боррего-Вэлли (англ. Borrego Valley Airport), (ИАТА: BXS, FAA LID: L08) — государственный гражданский аэропорт, расположенный в шести километрах к востоку от делового центра неинкорпорированной территории Боррего-Спрингс, округ Сан-Диего (Калифорния), США.

## Операционная деятельность
Аэропорт Боррего-Вэлли занимает площадь в 80 гектар, находится на высоте 158 метров над уровнем моря и эксплуатирует одну взлётно-посадочную полосу:
- 8/26 размерами 1527 х 23 метров с асфальтовым покрытием.

В период с 31 декабря 2003 по 31 декабря 2004 года Аэропорт Боррего-Спрингс обработал 22 000 операций по взлётам и посадкам воздушных судов (в среднем 60 операций ежедневно), из которых 99,9 % пришлось на авиацию общего назначения и 0,1 % — на рейсы военной авиации. В данный период в аэропорту базировалось 28 воздушных судов, из них 64 % составили однодвигательные самолёты, 7 % — многодвигательные, 7 % — вертолёты и 21 % — сверхлёгкие самолёты.